# 英雄灣
62°31′S 60°27′W / 62.517°S 60.450°W

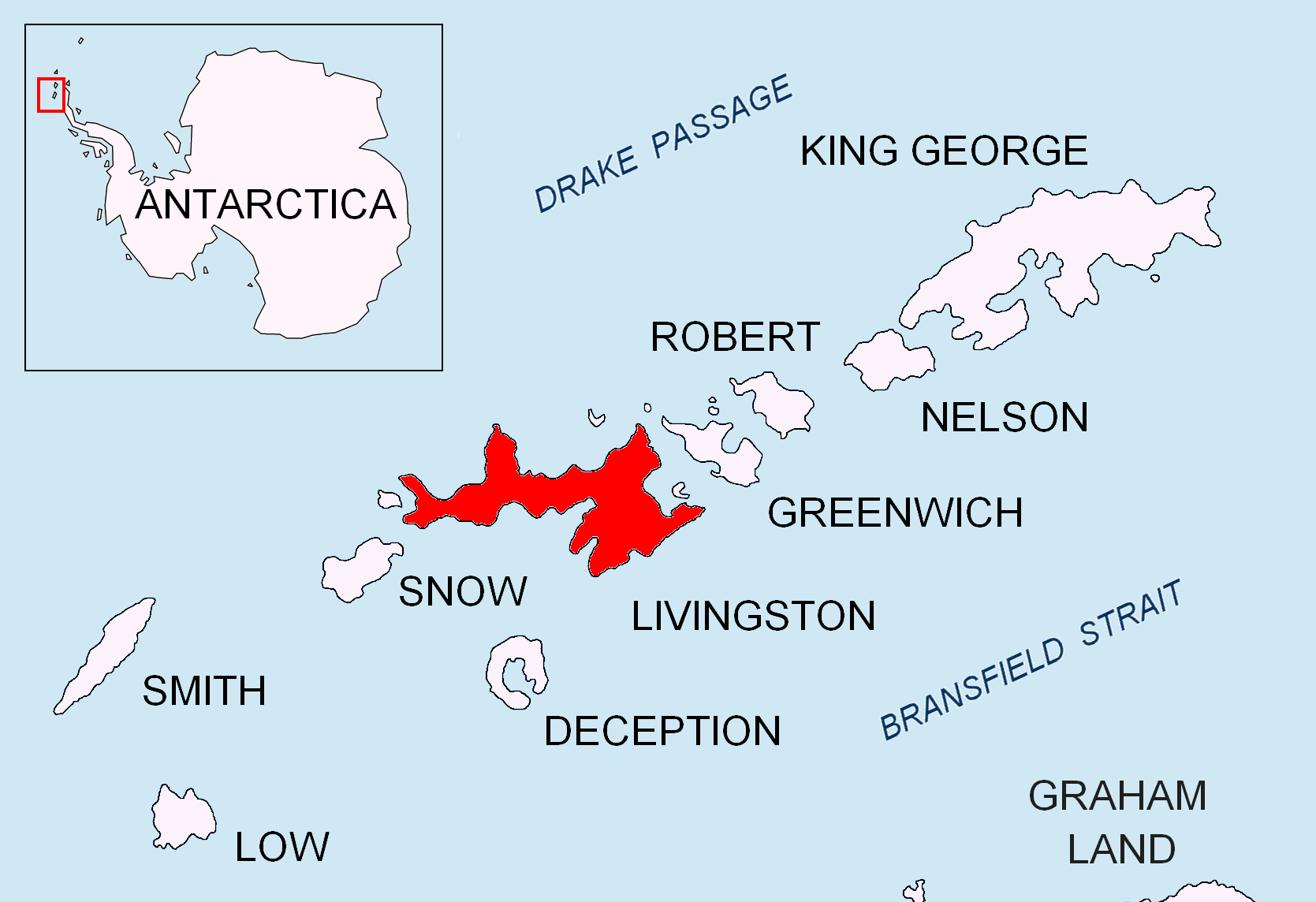

英雄灣是南極洲的海灣，位於南設得蘭群島的利文斯頓島北部，處於希里夫角和威廉斯角之間，寬32公里、寬11公里，該海灣現時由南極條約體系管理。

## 外部連結
- SCAR Composite Antarctic Gazetteer（页面存档备份，存于）.